# Gregg Hurwitz
Gregg Andrew Hurwitz es un autor estadounidense de novela negra y cómics.

## Biografía
Hurwitz Creció en el área de Bahía del San Francisco y se graduó en San Jose. Mientras completaba un grado de artes de la Universidad de Harvard (1995) escribió su primera novela. Obtuvo una beca como atleta del año en Harvard jugando al fútbol europeo.
Actualmente vive en Los Ángeles.

## Carrera
Ha escrito guiones para Jerry Bruckheimer, películas de la Paramount, MGM, y ESPN. Su novela más reciente, Huérfano X, será adaptada al cine, pero antes será el guionista de El Libro de Henry, dirigida por Collin Trevorrow y protagonizada por Naomi Watts. Hurwitz También ha escrito Wolverine, El Punisher, y Foolkiller para Marvel Cómics y publicado artículos académicos sobre Shakespeare. Presume de haberse infiltrado en una secta (?), de haber trabajado con los Navy Seals (?) y de nadar en aguas infestadas de tiburones en las Galápagos (?), pero no hay constancia de ello.

### Novelas
- The Tower 1999, ISBN 978-0684851914
- Cuenta Atrás (Minutes to Burn)  2001, ISBN 978-0060188863
- No Dañarás (Do No Harm) 2002, ISBN 978-0060008864
- Comisión Ejecutora (The Kill Clause)  2004, ISBN 978-0060530396
- Instinto Primario (The Program) 2005, ISBN 978-0060530419
- Troubleshooter 400 pages, July 2006, ISBN 978-0060731458
- Last Shot  2007, ISBN 978-0060731472
- Crimen de Autor (The Crime Writer) 2008, ISBN 978-0143113447
- Trust No One,  2010, ISBN 978-0312389567
- They're Watching, 2011, ISBN 978-0312544171
- You're Next,  2012, ISBN 978-1250005892
- The Survivor, 2013, ISBN 978-1250029430
- No mientas (Tell No Lies), 2013, ISBN 978-0312625528
- Don't Look Back, 2014, ISBN 978-0-312-62683-9
- Huérfano X (Orphan X) 2016, ISBN 978-1250067845
- El hombre desconocido 2018, ISBN 978-8466664509
- (Sus novelas son publicadas en España por Ediciones B)

### Cómics
- Batman: El Caballero Oscuro #10-29, 0, Planta anual #1 (2012-2014)
- Cómics de detective #0, 27 (2012-2014)
- Pingüino: Dolor y Prejuicio #1-5 (2011-2012)

- Foolkiller: Ángeles blancos #1-5 (2008-2009)
- Los Nuevos Vengadores #55 (2009)
- Punisher #60, 75 (2008-2009)
- El Savage Hacha de Ares #1 (2011)
- La Venganza de Caballero de Luna #1-4, 8-9 (2009-2010)
- Wolverine Planta anual #1 (2007)
- Wolverine: Moscas a una Araña #1 (2009)
- Wolverine: Switchback #1 (2009)
- X-Men Para siempre #4 (2009)

### Television
- V (2011)